# Sprengpatrone
 La Sprengpatrone ou "cartouche explosive" en français était une grenade à fusil développée par l'Allemagne nazie et utilisée par la Wehrmacht pendant la Seconde Guerre mondiale. La Sprengpatrone a été conçu pour être tiré à partir d'un pistolet lance-fusée Kampfpistole. 

## Conception
La Sprengpatrone était une grenade à fusil qui pouvait être tirée depuis le Kampfpistole. Le Kampfpistole était un pistolet à canon rayé mono-coup, dont le rechargement s'effectuait via la brisure de l'arme. Le Kampfpistole était une variante rayée du Leuchtpistole 34 antérieur. La Sprengpatrone a été conçu pour donner aux troupes allemandes un lance-grenades petit et léger pour engager des cibles à courte portée qui ne pouvaient pas être engagées de manière satisfaisante par des armes d'infanterie ou de l'artillerie sans mettre en danger des troupes amies. La Sprengpatrone était utilisé pour des tirs tendus, où la portée et la précision étaient nécessaires. Il n'était pas recommandé de l'utiliser au-delà de 180 m en raison de son imprécision, mais également à moins 46 m en raison des risques liés aux « shrapnels ». 
Cette grenade se compose d'un étui en aluminium, d'une capsule de percussion centrale (base), d'une charge propulsive de poudre noire, d'un projectile interne en acier rempli de PETN et surmonté d'une fusée nasale. Le projectile était pourvu de rayures externes en aluminium qui l’entraîne en rotation lors du tir. La fusée nasale contient une tête de frappe qui est maintenue éloignée du détonateur par six billes en acier maintenues en position par un collier en acier soutenu par trois broches en aluminium. Un ressort sépare le percuteur et l'amorce du détonateur qui est séparé du remplissage explosif par un espace d'air. Lorsque le projectile frappe la cible, le percuteur allume l'amorce qui à son tour allume le booster et les explosifs. 

## Galerie

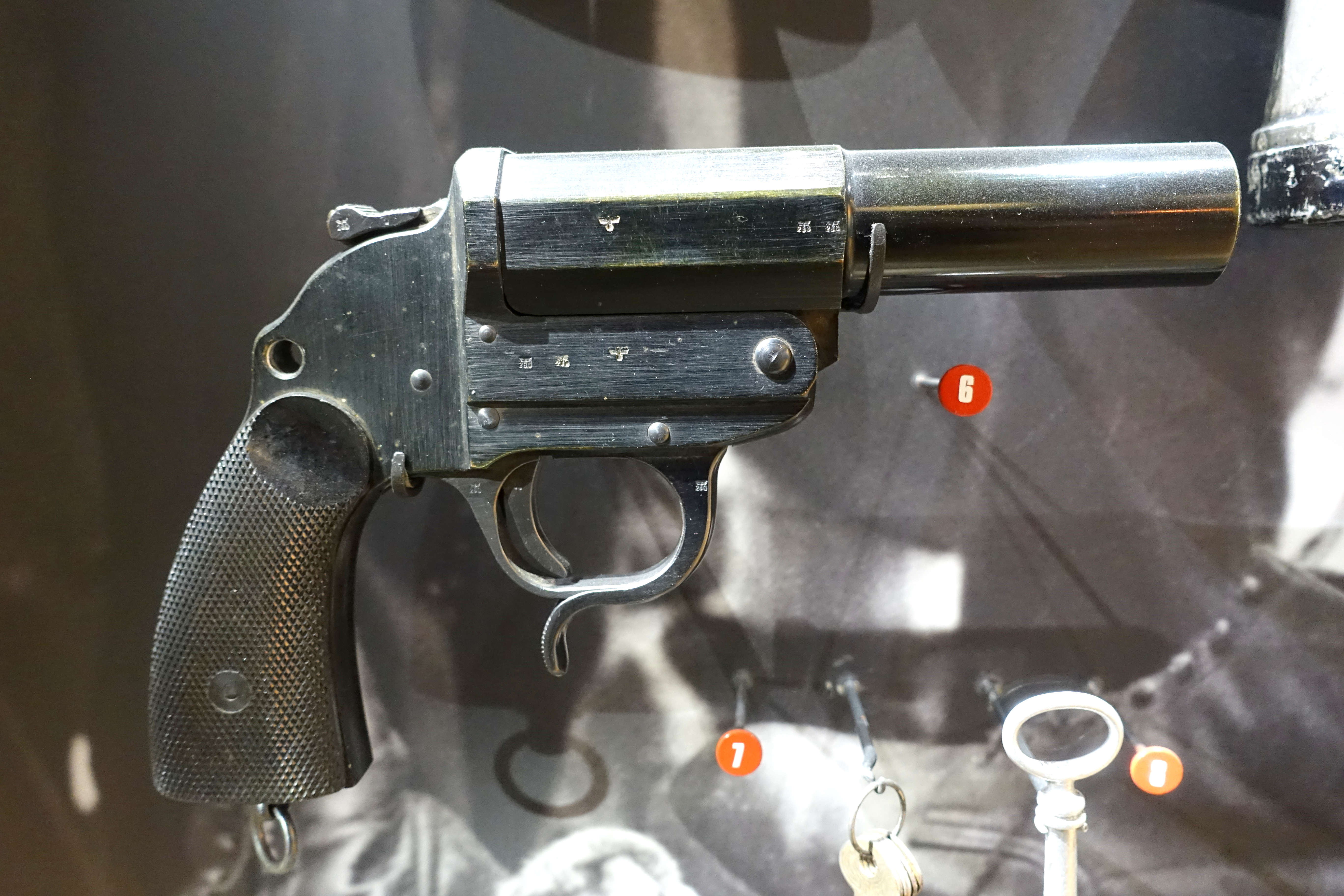
Leuchtpistole 34.